# Nahverkehr im Landkreis Darmstadt-Dieburg
Der Nahverkehr im Landkreis Darmstadt-Dieburg wird von der Darmstadt-Dieburger Nahverkehrsorganisation (DADINA) organisiert und geplant. Die DADINA bestellt die Verkehrsleistungen bei den einzelnen Unternehmen.
Die zentralen Knotenpunkte in Darmstadt sind der Luisenplatz und Hauptbahnhof, von wo aus die lokalen, regionalen Buslinien und Straßenbahnen sowie am HBF S-Bahnen und Züge abfahren. Auf den meisten Linien herrscht Taktverkehr.

## Liniennetz

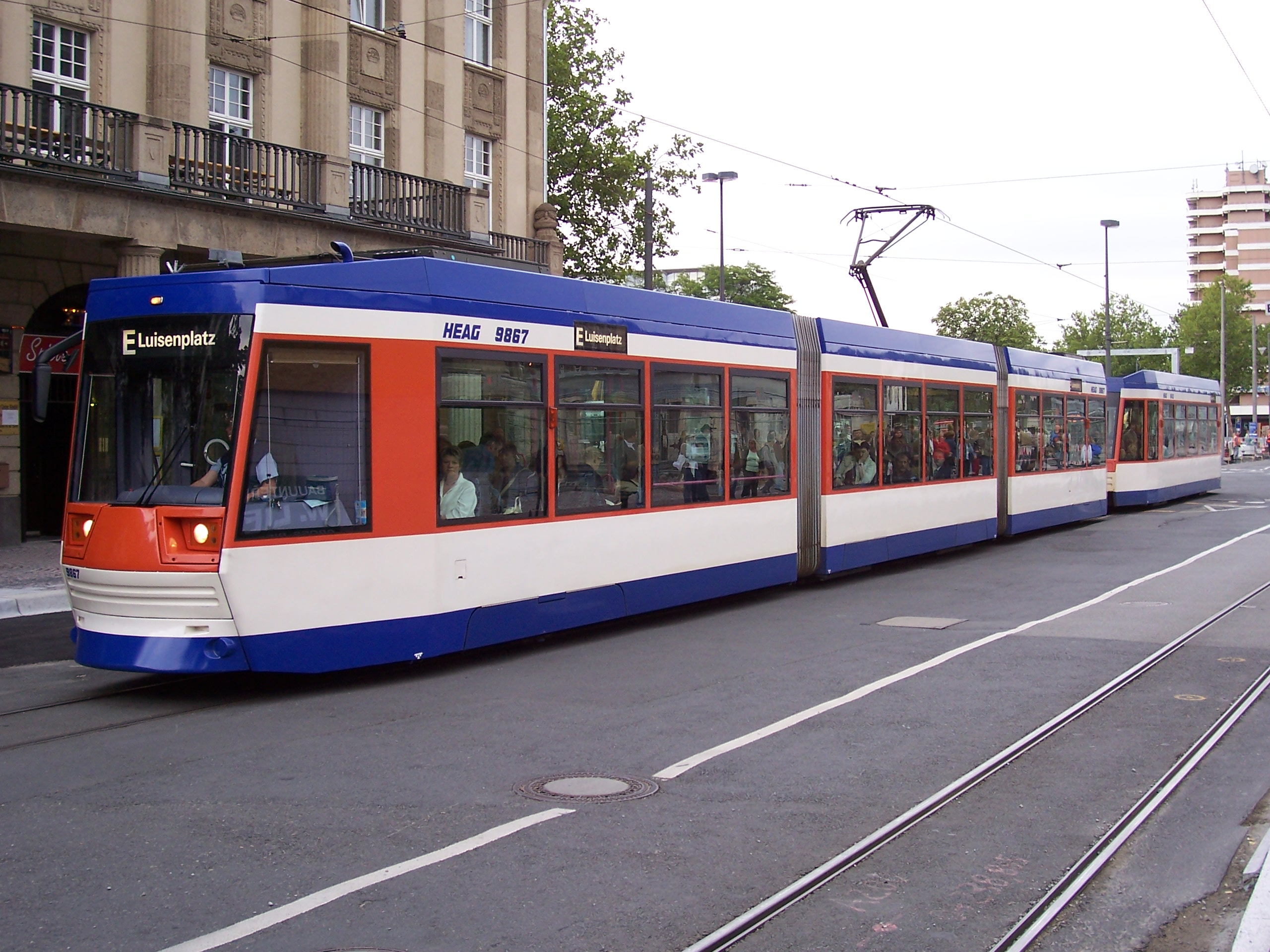
Straßenbahn der HEAG mobiTram am Hbf Darmstadt

Die S-Bahnen in der Region Rhein-Main werden von der DB Regio AG betrieben, die Zug-Leistungen auf den Linien 60, 61, 67 und 68 werden von der DB Regio AG im Auftrag des RMV erbracht, die Linien 64, 65 und 66 werden von der VIAS GmbH im Auftrag des RMV betrieben. Die Linie 75 wird von der HLB betrieben.
Die Straßenbahnlinien in Darmstadt betreibt die HEAG mobiTram GmbH & Co. KG.
Die Buslinien werden von verschiedenen Busunternehmen betrieben: HEAG mobiBus GmbH und Co. KG (8N, A, AH, AIR, B, EB, F, G, H, K, L, M1, M2, M3. MX, O, R, FU, WX, WE4, WE3, WE1, WE2), FS Omnibus (MO1, MO2, MO3, MO4, RH, GB, NHX), Omnibusbetrieb Winzenhöler GmbH & Co. KG (OR1, OR2, 671, 678, X 71, 693, X 69), DB Regio Bus Mitte (672, 673, 679, X74, X78, n71, X14, X15, 662), Firma Müller (40, 44, 45, 46), Omnibusbetrieb Jungermann (BA1, BA2, BA3, BA4, BG1, BG2, BG3, ME, MD, GA), NVS Nahverkehr-Service GmbH (VRN-669, VRN-676, VRN-677, VRN-678).
Die AST-Linien (SJ1 bis SJ3) werden von den jeweiligen Gemeinden bzw. Städten organisiert.
Mit der Reaktivierung der Pfungstadtbahn im Dezember 2011 ist Pfungstadt an das Schienennetz angeschlossen worden und durch die Eisenbahn von Darmstadt aus in sehr kurzer Zeit zu erreichen.

## Ausschreibungen und Vergaben
| Linien                                                            | ausschreibende Stelle      | Vertragslaufzeit  | Vergabe an                                     | Bemerkung |
| ----------------------------------------------------------------- | -------------------------- | ----------------- | ---------------------------------------------- | --- |
| WE1, WE2, WE3, WE4                                                | RMV und DADINA             | 12/2010 – 12/2014 | HAV GmbH                                       | eigenwirtschaftlicher Betrieb, wegen Insolvenz vorzeitig Ende 2/2014 beendet, andere Liniennamen |
| WE1, WE2, WE3, WE4                                                | DADINA                     | 03/2014 – 12/2016 | HEAG mobibus GmbH                              | Notvergabe nach Insolvenz der HAV GmbH Damals waren es noch der 5515, der 5503, der 5516 und 675 |
| WE1, WE2, WE3, WE4                                                | DADINA                     | 12/2016 – 12/2026 | HEAG mobibus GmbH                              | Direktvergabe – Subunternehmer Firma Müller |
| BG1, BG2, BG3, BG4                                                | DADINA                     | 12/2020 – 12/2029 | Omnibusbetrieb Heinrich Jungermann             | 2022 übernommen von Omnibusbetrieb Heinrich Jungermann von Omnibusbetrieb Spahn + Roth. Dabei wurden die Linien Namen geändert.                                                                                      |
| OR1, OR2                                                          | Stadt Ober-Ramstadt        | 12/2011 – 12/2019 | Winzenhöler GmbH & Co. KG                      | Stadtbus Ober-Ramstadt |
| 671, 678, 681, 693, 871, 878 (+ ERB-30)                           | RMV                        | 12/2013 – 12/2021 | Winzenhöler GmbH & Co. KG                      | Die Linie 681 wurde umbenannt zum X 71 |
| 671, 678, 693, X71, X69                                           | RMV                        | 12/2021–12/2029   | Winzenhöler GmbH & Co. KG                      | |
| 45, 46, K59, K62                                                  | DADINA und LNVG GG         | 12/2005 – 06/2016 | Winzenhöler GmbH & Co. KG/NVS GmbH             | Betrieb durch Omnibusbetriebe Beth; ursprüngliches Vertragsende 12/2013 um 2½ Jahre verlängert |
| 45, 46, K59, K62                                                  | LNVG GG                    | 06/2016 – 12/2026 | Omnibusbetrieb Fritz Müller e.K.               | Teilbetrieb durch Verkehrsgesellschaft Gersprenztal, die Linien K 59 und K62 gibt es nicht mehr, die Linie K62 wurde durch die Linie 40 ersetzt und der K 59 wurde durch die Linie 44 ersetzt                        |
| K50, K52                                                          | RMV und DADINA             | 12/2005 – 12/2016 | RKH GmbH [DB Regio]                            | |
| K50, K52                                                          | RMV und DADINA             | 12/2016 – 12/2026 | HEAG mobibus GmbH                              | Direktvergabe, der K 50 wurde durch den BE 1 ersetzt, der K 52 wurde durch den BE 3 ersetzt, Subunternehmer Firma Schüssler Pfungstadt                                                                               |
| 662 (+ OF-65, 663)                                                | RMV                        | 12/2013 – 12/2021 | BRH viabus GmbH [MET]                          | |
| RE/RB 64, RE/SE/RB 65 (Odenwaldbahn)                              | RMV                        | 12/2005 – 12/2015 | VGF mbH / Rurtalbahn GmbH                      | Betrieb durch Joint Venture VIAS GmbH |
| RE/RB 64, RE/SE/RB 65, RB 66 (Odenwaldbahn und Pfungstadtbahn)    | RMV                        | 12/2015 – 12/2027 | VIAS Odenwaldbahn GmbH [Rurtalbahn und DSB]    | |
| H, FU, F                                                          | DADINA und Stadt Darmstadt | 12/2006 – 12/2016 | HEAG mobibus GmbH                              | Ausschreibung aufgehoben; Konzession von RP Darmstadt vergeben; eigenwirtschaftlicher Betrieb |
| H, FU, F, K, L, N, NE, O, R, WX, A, AH, BE1, BE2, BE3, BE4, 8N, G | DADINA und Stadt Darmstadt | 12/2016 – 12/2026 | HEAG mobibus GmbH                              | Direktvergabe |
| 672, 673, 679, X78, X74                                           | RMV                        | 12/2015 – 12/2023 | DB Busverkehr Hessen                           | Linien zum Teil schon ab Oktober 2015 von Werner (Verkehrsunternehmen) übernommen, Umbenennung der Linie 682 zur X78 und der Linie 684 zur X74                                                                       |
| 672, 673, 679, X74, X78                                           | RMV                        | 12/2023–12/2031   | DB Busverkehr Hessen                           | |
| K55, K56, K57, K58, K85                                           | keine Ausschreibung        | 12/2007 – 12/2015 | HAV GmbH                                       | Konzession von RP Darmstadt vergeben worden; eigenwirtschaftlicher Betrieb, wegen Insolvenz vorzeitig Ende 2/2014 beendet                                                                                            |
| K55, K57, K85                                                     | DADINA                     | 03/2014 – 12/2017 | StadtLandBus GmbH                              | Notvergabe nach Insolvenz der HAV GmbH |
|                                                                   | DADINA                     | 03/2014 – 12/2017 | StadtLandBus GmbH                              | Notvergabe nach Insolvenz der HAV GmbH |
| MO1, MO2, MO3, MO4                                                | DADINA                     | 12/2017 – 2025    | FS Omnibus                                     | Linienbündel Modautal und Odenwald = MO1, MO2, MO3, MO4 |
| RH, NHX, GB                                                       | DADINA                     | 12/2017 – 2025    | Firma FS Omnibus; eine Marke der Firma Fischle | Linienbündel Reinheim: RH ist ehemalig K55, dann gibt es noch den GB von Darmstadt HBF nach Groß-Bieberau mit Halt überall außer Reinheim und dann gibt es noch den NHX, den ehemaligen K85 aber nur als Schnellbus  |
| RB 75 (Rhein-Main-Bahn)                                           | RMV                        | 12/2018 – 12/2033 | Hessische Landesbahn GmbH                      | Vor 9. Dezember 2018 wurde von der DB Regio betrieben |
| 665 (+ 666)                                                       | VRN                        | 12/2008 – 12/2014 | Verkehrsgesellschaft Gersprenztal mbH          | |
| X15, X14                                                          | RMV                        | 12/2015 – 12/2016 | DB Regio Bus Mitte GmbH                        | Linie 752 aufgelöst / Notvergabe |
| X15. X14                                                          | RMV                        | 12/2021–12/2029   | DB Regio Bus Mitte GmbH                        | |
| F, K, L, N, NE, O                                                 | keine Ausschreibung        | 12/2009 – 12/2016 | HEAG mobilo GmbH                               | Direktvergabe |
| F, K, L, N, NE, O                                                 | keine Ausschreibung        | 12/2016 – 12/2026 | HEAG mobilo GmbH                               | Direktvergabe, zum Fahrplanwechsel 2024/2025 wurden manche Linien umbenannt, es kamen neu dazu. NE = M2 N = M1 MX = Schnellbus Brandau M3 = Verbindung Nieder-Beerbach – Nieder Ramstadt B = Ober-Ramstadt – Brandau |
| A, AH, AIR, R, WX                                                 | keine Ausschreibung        | 12/2009 – 12/2016 | HEAG mobilo GmbH                               | Direktvergabe – Subunternehmer Fa. Böhm Offenbach auf den Linien A, AH und WX |
| A, AH, AIR, R, WX                                                 | keine Ausschreibung        | 12/2016 – 12/2026 | HEAG mobilo GmbH                               | Direktvergabe – Subunternehmer: A: DB Regio Bus Mitte GmbH, AH und WX: Fa. Böhm Offenbach |
| EB, P, PE, 8N                                                     | keine Ausschreibung        | 12/2009 – 12/2016 | HEAG mobilo GmbH                               | Direktvergabe |
| EB, P, PE, 8N                                                     | keine Ausschreibung        | 12/2016 – 12/2026 | HEAG mobilo GmbH                               | Direktvergabe – Subunternehmer: EB: Firma Winzenhöhler, P: Firma Fischle, PE: Firma Müller |
| BA1, BA2, BA3, BA4                                                | DADINA                     | 12/2021 - 12/2029 | Omnibusbetrieb Jungermann                      | |
| n71 (+ n61, n65, n66, n81, n82, n83)                              | RMV                        | 12/2009 – 12/2014 | Regionalverkehr Kurhessen GmbH [DB Regio]      | |
| n71 (+ n61, n65, n66, n72, n82, n83)                              | RMV                        | 12/2014 – 12/2021 | BRH viabus GmbH [MET]                          | |
| n71 (+n 72, n65, 652, 653, 662)                                   | RMV                        | 12/2021–12/2029   | DB Regio Bus Mitte GmbH                        | |

## Zukunftsplanungen
- Lange in der Diskussion ist eine Straßenbahn nach Weiterstadt. Die erste Nutzen-Kosten-Untersuchung ergab einen positiven Wert für den Bau der Tram.  Im Moment wird stark daran geplant
- Geprüft wurde 2009 die Reaktivierung der Straßenbahn zum Darmstädter Ostbahnhof. Näheres sollte eine Nutzen-Kosten-Untersuchung  zeigen. Diese wurde aber auf unbestimmte Zeit verschoben.[2] Diese soll die ehemalige Buslinie L ersetzen.
- Bau einer Tram nach Groß-Zimmern
- Straßenbahnverlängerung nach Darmstadt-Wixhausen von Darmstadt-Arheilgen Dreieichweg ausgehend